# Bibliothèque d'État de Russie
 (septembre 2022).
La mise en forme du texte ne suit pas les recommandations de Wikipédia : il faut le « wikifier ».
Les points d'amélioration suivants sont les cas les plus fréquents. Le détail des points à revoir est peut-être précisé sur la page de discussion.
- Les titres sont pré-formatés par le logiciel. Ils ne sont ni en capitales, ni en gras.
- Le texte ne doit pas être écrit en capitales (les noms de famille non plus), ni en gras, ni en italique, ni en « petit »…
- Le gras n'est utilisé que pour surligner le titre de l'article dans l'introduction, une seule fois.
- L'italique est rarement utilisé : mots en langue étrangère, titres d'œuvres, noms de bateaux, etc.
- Les citations ne sont pas en italique mais en corps de texte normal. Elles sont entourées par des guillemets français : « et ».
- Les listes à puces sont à éviter, des paragraphes rédigés étant largement préférés. Les tableaux sont à réserver à la présentation de données structurées (résultats, etc.).
- Les appels de note de bas de page (petits chiffres en exposant, introduits par l'outil «  Source ») sont à placer entre la fin de phrase et le point final[comme ça].
- Les liens internes (vers d'autres articles de Wikipédia) sont à choisir avec parcimonie. Créez des liens vers des articles approfondissant le sujet. Les termes génériques sans rapport avec le sujet sont à éviter, ainsi que les répétitions de liens vers un même terme.
- Les liens externes sont à placer uniquement dans une section « Liens externes », à la fin de l'article. Ces liens sont à choisir avec parcimonie suivant les règles définies. Si un lien sert de source à l'article, son insertion dans le texte est à faire par les notes de bas de page.
- La présentation des références doit suivre les conventions bibliographiques. Il est recommandé d'utiliser les modèles {{Ouvrage}}, {{Chapitre}}, {{Article}}, {{Lien web}} et/ou {{Bibliographie}}. Le mode d'édition visuel peut mettre en forme automatiquement les références.
- Insérer une infobox (cadre d'informations à droite) n'est pas obligatoire pour parachever la mise en page.

Pour une aide détaillée, merci de consulter Aide:Wikification.
Si vous pensez que ces points ont été résolus, vous pouvez retirer ce bandeau et améliorer la mise en forme d'un autre article.
La Bibliothèque d’État de Russie (en russe : Российская государственная библиотека) est l'une des bibliothèques publiques, située à Moscou, rue Mokhovaïa et Rue Vozdvijenka, qui compose le réseau de bibliothèques nationales de Russie chargée du dépôt légal. Elle ne doit pas être confondue avec la Bibliothèque nationale russe, située à Saint-Pétersbourg, car les deux sites, bien que faisant partie du même réseau ont un statut distinct.
Avec une collection de 17,5 millions de volumes, c'est la plus grande bibliothèque du pays et l'une des plus grandes du monde.

## Historique
La bibliothèque fut fondée le 1er juillet 1862, comme étant la première bibliothèque gratuite ouverte au public, sous le nom de Bibliothèque du Musée public de Moscou et du Musée Roumiantsev, ou plus simplement Bibliothèque Roumiantsev. De 1925 à 1991, elle fut appelée Bibliothèque d'État V.I. Lénine d'URSS et en 1992 elle reçut son nom actuel. Entre 1922 et 1991, au moins une copie de chaque livre publié en URSS était intégré à la bibliothèque, et la même pratique a encore lieu, la bibliothèque ayant été désignée par la loi comme lieu où il est obligatoire de détenir une copie de chaque livre publié en Russie[réf. souhaitée].
Devant l'entrée principale du bâtiment se dresse la statue de Fiodor Dostoïevski.
L'histoire de l'une des huit plus belles bibliothèques de Russie et la plus grande bibliothèque du pays avec 47 millions d’ouvrages et l'une des plus grandes bibliothèques du monde, a été commencée au milieu du XIXe siècle, lorsque le comte Nikolaï Roumiantsev, chancelier de l'Empire russe, a fondé un musée privé à Saint-Pétersbourg.
Nikolaï Roumiantsev en cours de toute sa vie a collecté des livres et des manuscrits historiques et après sa mort son immense bibliothèque - dont le contenu inclut plus de 28 000 volumes, des manuscrits, des collections et une petite collection de peintures -, a été donnée à l'État par la famille de défunt. Déjà le 22 mars 1828, l'empereur Nicolai I créa le musée Roumiantsev, fondé sur la base des collections du chancelier et situé au Palais Roumiantsev.
Le musée a ouvert ses portes le 23 novembre 1831 dans le Palais Roumiantsev sur le quai Anglais à Saint-Pétersbourg. La bibliothèque du musée était ouverte au grand public le lundi de 10h00 à 15h00 et le reste des jours, sauf le week-end, était réservé aux chercheurs
Le poète et paléographe Alexander Vostokov est devenu le bibliothécaire principal du musée.
En 1845, le musée Roumiantsev, dont le conservateur était le prince Vladimir Odoevsky, philosophe et écrivain, est devenu une partie de la Bibliothèque publique impériale (maintenant Bibliothèque nationale russe). En 1853, le fonds du musée Roumiantsev se composait de 966 manuscrits, 598 cartes et cahiers de dessins (atlas), 32 345 volumes de publications imprimées.
En 23 mai 1861, le Comité des Ministres décide de transférer le Musée Roumiantsev à Moscou. Là, le musée Roumiantsev a été fusionné avec le musée public de Moscou. Le gouverneur général de Moscou, Pavel Touchkov, a appelé les habitants de Moscou à contribuer au nouveau musée. Ainsi, le fonds des musées publics de Moscou et Roumiantsev s'est enrichi de plus de 300 collections de livres et de manuscrits. De plus, selon le « Règlement sur le musée public de Moscou et le musée Roumiantsev », toute édition publiée sur le territoire de l'État devait être présentée à la bibliothèque du musée par un exemplaire du livre. Depuis 1862, la Bibliothèque a commencé à recevoir un dépôt légal. Jusqu'en 1917, 80 % du fonds était constitué de reçus de dépôt légal[réf. souhaitée].
Le 1er janvier 1917, dans la bibliothèque du musée Roumiantsev, il y avait 1 200 000 articles.
En 1921, la Bibliothèque a acquis le statut de dépôt de livres d'État de l'Union soviétique.
En 1925, à Moscou, le gouvernement a créé, à partir de l'ancienne bibliothèque du musée Roumiantsev, la Bibliothèque d'État de l'URSS V. I. Lénine (BEL), qui est devenue la Bibliothèque nationale de l'Union soviétique.
Le dernier directeur du Musée impérial et le premier directeur soviétique du Musée est devenu le prince Vasily Golitsyn (ru), spécialiste en muséologie.
Via informatisation
En 1990, la bibliothèque a signé un contrat avec VTLS Company pour adapter le système intégré et installer la version de base du système VTLS sur un ordinateur Hewlett Packard afin de commencer la formation du personnel. Mais ce travail était abandonné à cause de manque de financement.
En juin 1992 le Mémorandum d'accord est conclu entre le ministère de la Culture et du tourisme de la fédération de Russie d'un côté et l'UNESCO – d'autre. Ce document prévoyait la modernisation de La Bibliothèque d'État de la Russie.
En avril 1994, dans le cadre de cette modernisation, l'informatisation des services de la bibliothèque a été faite.
En 1999 la Bibliothèque russe d’État ouvre son site web avec les extraits d'un des 42 millions d'ouvrages qu'elle renfermait au moment d'ouverture de sa page d'internet.
À la fin de 2014, selon la décision du ministère de la Culture de la fédération Russe, la Bibliothèque d'État de Russie a été désignée comme l'opérateur de la Bibliothèque électronique nationale (NEL). NEL est un projet moderne visant le libre accès des lecteurs aux collections des principales bibliothèques russes via le portail intégré et le système de recherche. Depuis janvier 2017, la RSL a commencé à recevoir des copies électroniques en dépôt légal de publications imprimées et de thèses.
En 2022 les fonds de la Bibliothèque nationale de Russie sont représentés par 47 millions documents dont plus de 5 millions en langues étrangères. Parmi ses documents on compte L'Apôtre, premier livre russe daté, imprimé à Moscou en 1564 par premier imprimeur russe, Ivan Fédorov ou les manuscrits du plus ancien texte russe daté: « Les Évangiles d'Ostromir » (1056-1057), la plus importante chronique dite « Le Récit des temps reculés » (début du XI le siècle).

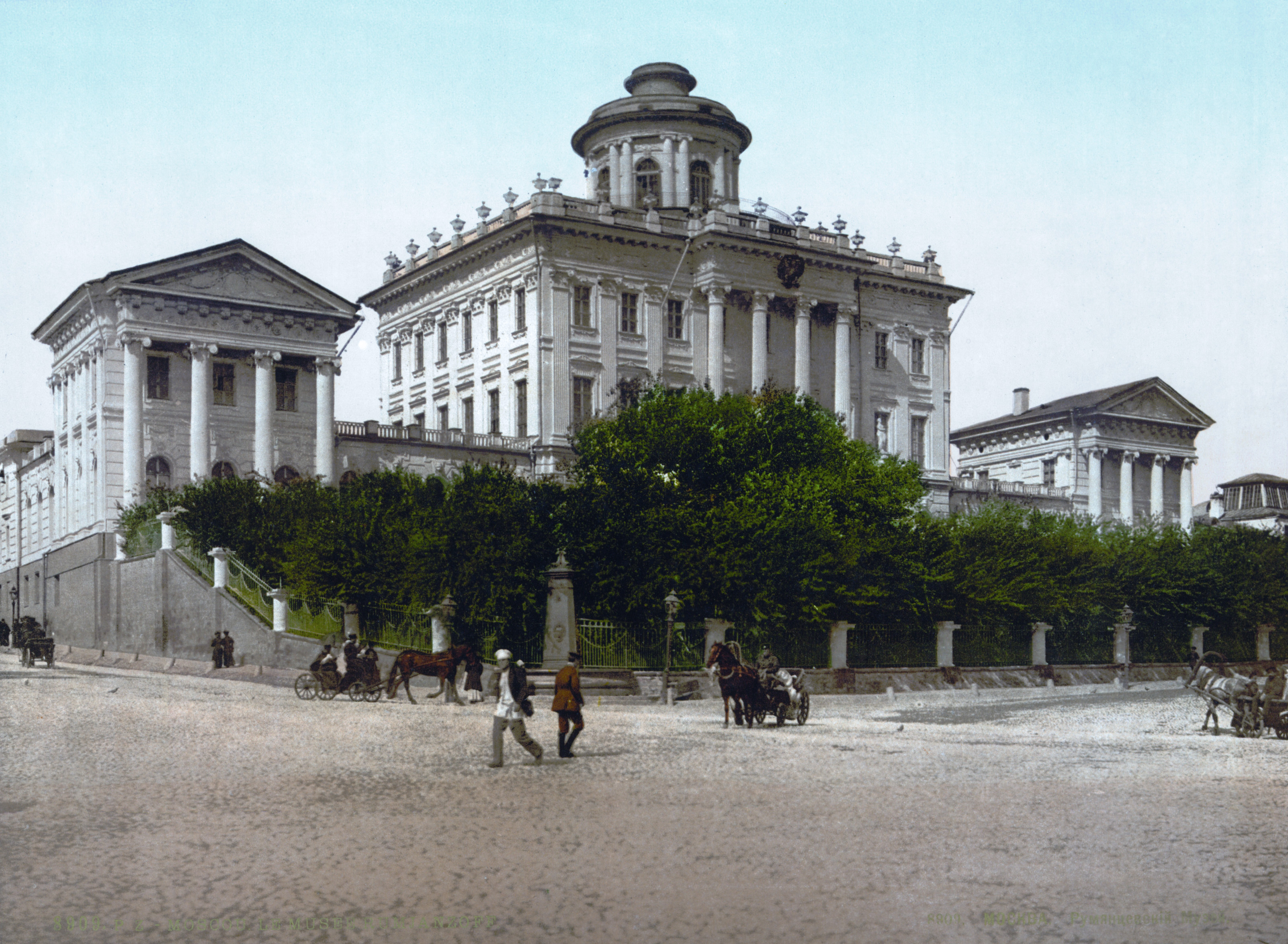
Ancien bâtiment de la Bibliothèque d'État de Russie, ou Maison Pachkov, surplombant le Kremlin.
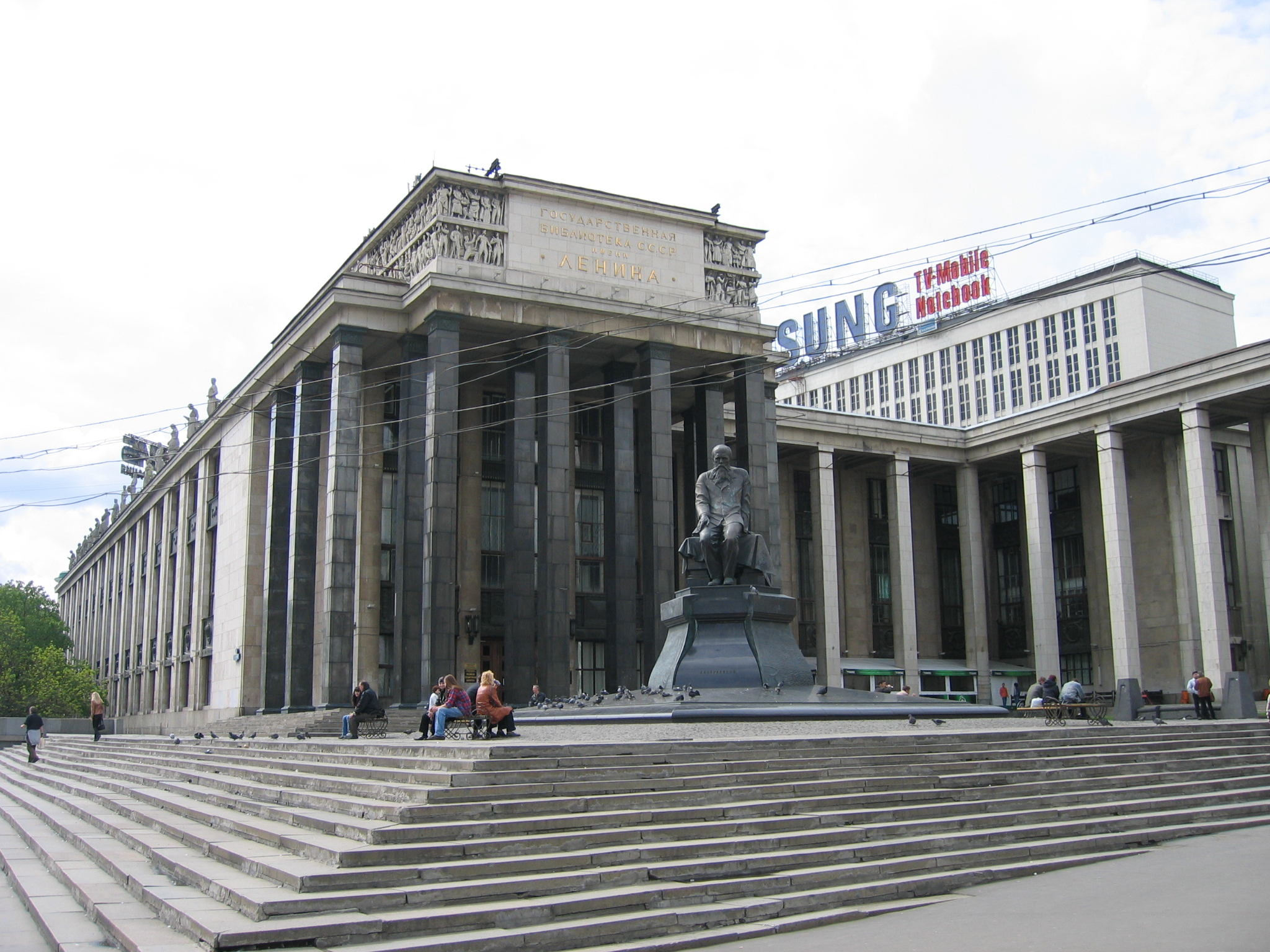
Bâtiment actuel de la Bibliothèque. Vue de l'entrée principale devant laquelle se dresse une statue de Fiodor Dostoïevski.
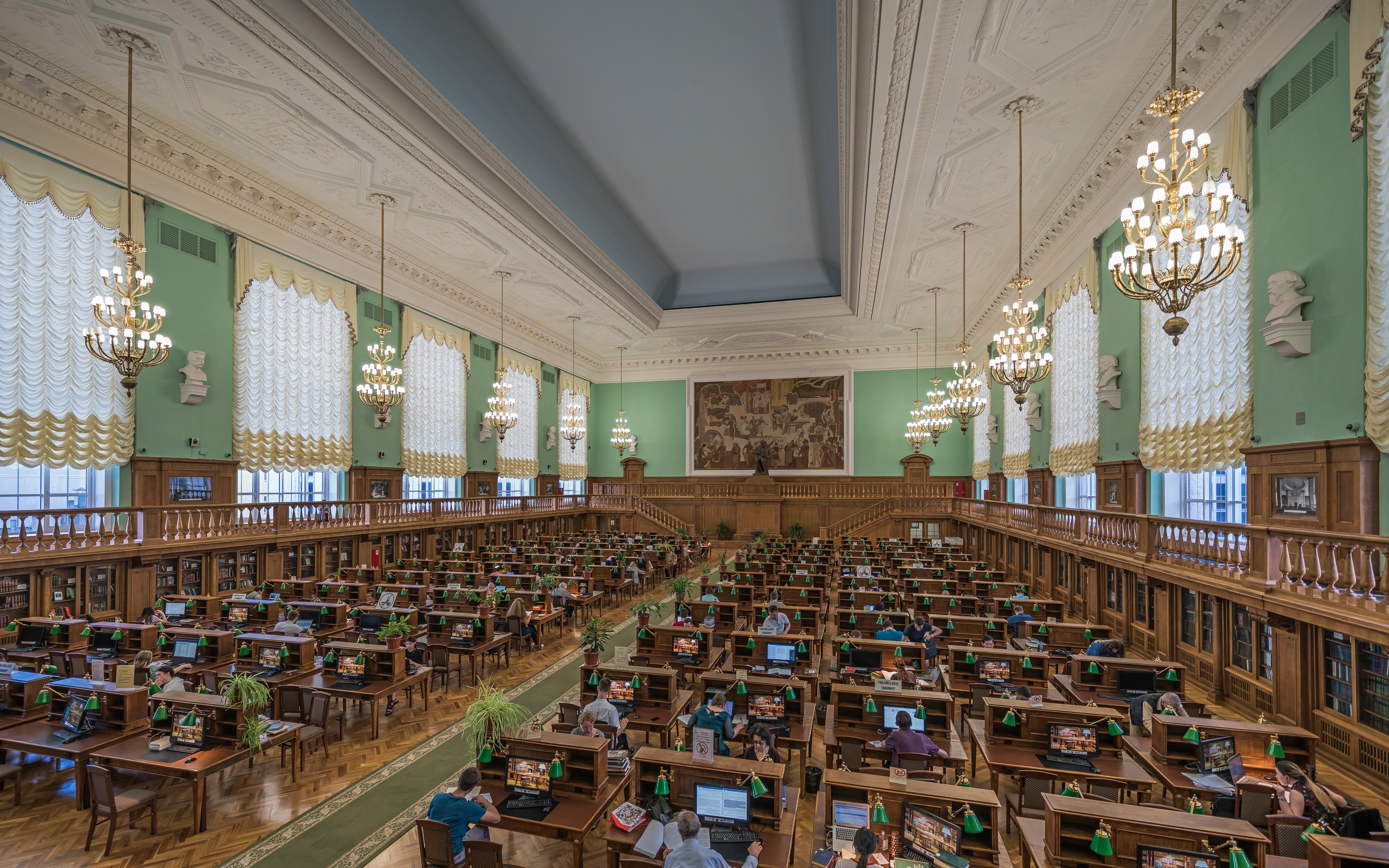
Salle de la bibliothèque d'État de Russie.

### Fait divertissant: la collection érotique de la Bibliothèque nationale de Russie
En 1992 les collections de la Bibliothèque fermées pour le public dans l'USSR - sa réserve spéciale Spetskhan, non disponible pour les bibliothécaires même, et liquidée en 1990 -, étaient ouvertes pour le public. Les visiteurs ont reçu l'accès non seulement aux livres sur les sujets politiques mais aussi à la collection érotique, composée du « fonds de livres rares », confisqués notamment par les douanes. En général, c'est " 12 000 objets incluant les daguerréotypes, livres, cartes postales, tableaux et publications ".

## Collection

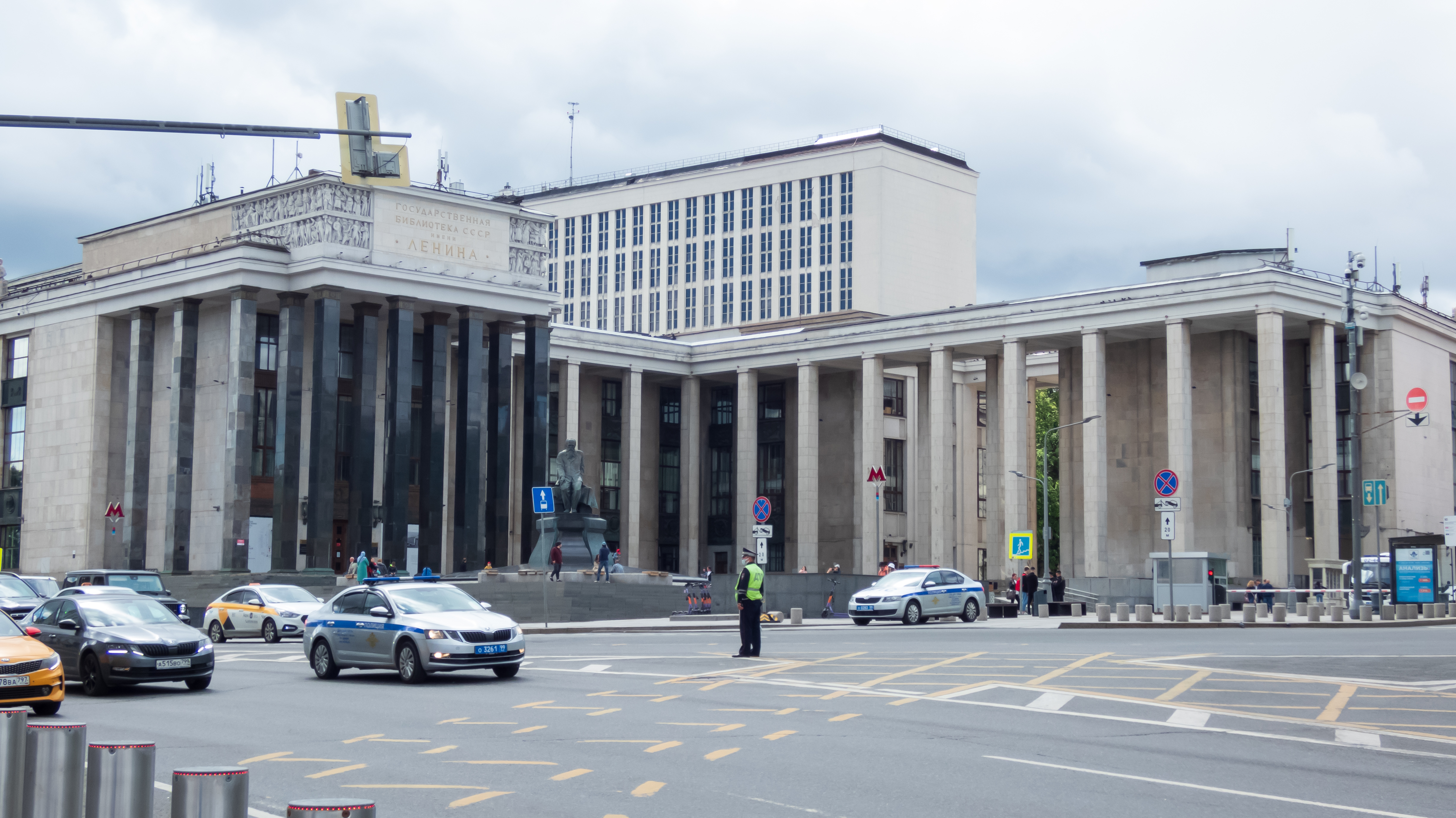
Vue large

Derrière la façade de cette bibliothèque se trouvent plus de 275 kilomètres d'étagères conservant plus de 42,7 millions d'articles. Les médias représentent 247 langues parlées dans le monde, la partie étrangère représentant environ 30 % de la collection intégrale avec 12,7 millions de documents. Une partie de la collection de la bibliothèque se trouve dans la Maison Pachkov, qui a rouvert en 2007 après sa fermeture durant plusieurs années pour restauration.
Au 1er janvier 2010 la collection comprend, :
- Livres et brochures : 17,5 millions
- Magazines et revues : 13 millions d'unités et 240 000 titres
- Éditions vivantes : 1,4 million d'unités
- Journaux : 683 900 tomes annuels et 50 000 titres
- Pièces et enregistrements musicaux : 372 000
- Cartes et plans : 150 700 (ou 250 000)
- 'Isoéditions' : 1,3 million
- Estampes et photographies : 1,1 million, dont 400 000 affiches, 400 000 cartes postales et 100 000 gravures
- Littérature technique spécialisée : 2,3 millions
- Thèses : 976 100
- Manuscrits et archives : 561 100, dont 500 000 manuscrits
- Objets d'arts et de culture : 13 500
- Documents audiovisuels : 35 700
- Microformes : 3,3 millions
- Documents électroniques : 29 200